# Tarcisi Cadalbert
Tarcisi Cadalbert, Künstlername Tarcisi (* 16. Dezember 1943 in Sevgein; † 9. November 2003 in Zürich), war ein Bündner Maler, Aktions- und Land-Art-Künstler sowie Bühnenbildner.

## Leben und Werk
Tarcisi wurde 1943 in Sevgein (Surselva) geboren, Er lebte ab 1963 vorwiegend in Zürich, wo er sich neben seinem Jura- und Sozialpädagogik-Studium an der Universität immer mehr autodidaktisch mit Malerei auseinandersetzte. Schliesslich wurde er mit Ausstellungen und Aktionen in der Zürcher Kunstszene bekannter. Seine ersten Bilder waren Arbeiten nach der Natur. Später wurden die Themen vielfältiger, die Bildformate grösser. Tarcisi versuchte – wie andere Maler seiner Zeit, etwa Martin Disler – «die aus den Fugen geratene Welt» darzustellen und so seine Ängste zu bannen. «Bedrängende Nähe» hiess das in den 1990er Jahren entstandene, monumentale Bildprojekt auf einer 170 Meter langen Bilderrolle, das er 2001 im Kunstmuseum Olten präsentieren konnte. In dieser obsessiven, expressiven Malweise ist er den sogenannten Neuen Wilden der 1980er Jahre verwandt, denen es vor allem darum ging, sich gegen die intellektuelle Kühle von Minimal Art und reiner Concept Art abzusetzen und in gegenständlichen, emotionsgeladenen Bildern mit freiem malerischem Gestus Wirkung zu erreichen.
1981 war Tarcisi, zusammen mit Gian Andri Albertini und Brian C. Thurston, Mitbegründer der Malergruppe WIND, mit der er eine Reihe von Ausstellungen bestritt. 1989 veröffentlichte er sein grosses «Greina-Panorama» in 21 Einzelbildern von 120 × 160 cm Grösse, mit dem er sich gegen das Stauseeprojekt auf der Greinaebene einsetzte. Dabei beliess er es aber nicht bei den Bildern, sondern er äusserte seinen Unmut auch in Form von Aktionskunst, indem er etwa medienwirksam zur Paravent-Verbrennung vor dem Öko-Hotel Ucliva in Waltensburg einlud.
Im Surselva-Zyklus gestaltete er 1997 ein Porträt seiner Heimat: In 21 grossformatigen Bildern präsentierte er denselben Weltausschnitt in 21 verschiedenen Stimmungen. Mit der 14-teiligen Serie von abstrakten Passionsbildern gelang Tarcisi 2003 anlässlich der sommerlichen Freilichtaufführungen der Passion in Vella ein vielbeachteter Höhepunkt in seiner Malerei.

## Einzelausstellungen und Aktionen (Auswahl)
- 2013 «Tarcisi – neu gesehen», atelier teatro di Camedo (Centovalli)
- 2003 «Passiun». Vals und Zürich
- 2001 (Ausstellung zusammen mit Nando Snozzi) 100-Meter-Bildprotokoll/Tagebuch (1990–2001) im Bild. 10 Rollen à 2 × 10 m als Totalenvironnement. Kunstmuseum Olten.
- 2000 «Ein Ort – vier Welten». Ein Wahrnehmungsprojekt nach einer Idee von Tarcisi. Mit H.R. Gallati. Kunstforum, Stallikon.
- 1997 «Surselva im Bild», 21 Bilder – 1 Augenblick, je ca. 200 × 300 cm, gemalt auf Leintüchern aus der Surselva. Kulturzentrum TKN, Truns.
- 1997 20 Hinterglasbilder. Im Auftrag des Jugendamtes der Stadt Zürich. Zentrum Karl der Grosse, Zürich.
- 1997 «Gedächtnisräume», Surselva im Bild. Comart, Zürich.
- 1996 «Val Madris». Öffentliche Aktion anlässlich der Übergabe eines Bittbriefs von Bündner Prominenten zum Schutz des Flachmoors im Val Madris. Chur.
- 1996 «Wandlungen – Verwandlungen», 2 Maler, 1 Bild, gemalt in den Glarner Bergen. Gemeinschaftswerk mit H. R. Gallati. Gallarte, Mollis.
- 1996 «Ein Platz, tausend Leben», Szenen aus dem Alltag am Albisriederplatz in Zürich. Radierungen. In Zusammenarbeit mit Hans Diener. Comart, Zürich.
- 1995 «Schlacken», Bild zum Ausschneiden, 1,60 m × 50 m. Galerie Frankengasse, Zürich.
- 1994 «Erdwundbrand», 130 m²-Bild zum Ausschneiden.
- 1993 Endlosbild 1,60 m × 50 m. Kunstagentur Klein, Zürich.
- 1992 «Schauen – Erschauern», 60 m²-Bild zum Ausschneiden. U-Galerie, Zürich.
- 1991, 1989, 1984, 1980 Galerie Anita Dosch, Zürich.
- 1989 «Greina-Panorama», 21 Einzelbilder einer geretteten Landschaft. Erlös zu Gunsten der Gemeinden Vrin und Sumvitg. Studio 10, Chur.
- 1987 «Jeden Tag ein Bild malen». 366 Bilder in 366 Tagen. Galerie Ursula Siegenthaler, Zürich.
- 1987 «Findling, dich liebt der Steinmetz nicht, du stumpfst den Meissel». Bilder nach Gedichten von Rainer Brambach. Gallarte, Mollis.
- 1986 «Les fleurs du mal». Bilder nach Gedichten von Charles Baudelaire. Atelier am Waidfussweg, Zürich.
- 1986 Einhüllung des «Crap la crusch» in schwarzen Trauerflor. Wasserscheide in der Greina-Ebene, 2268 m. ü. M.
- 1986 Greina-Paravent-Verbrennung. Manifestation gegen Kraftwerk und Stausee in der Greina-Ebene, Hotel Ucliva, Waltensburg.
- 1980 «Landschafts-Befindlichkeiten». Galeria d’art Toja Isenring-Maissen, Laax.

## Verein Freunde von Tarcisi
Im Juni 2011 wurde der Verein Freunde von Tarcisi mit Sitz in Camedo mit dem Ziel gegründet, Tarcisis Bilder einer interessierten Öffentlichkeit zugänglich zu machen.